# Dissotrocha bjoerki
Dissotrocha bjoerki är en hjuldjursart som beskrevs av Berzinš 1982. Dissotrocha bjoerki ingår i släktet Dissotrocha och familjen Philodinidae. Inga underarter finns listade i Catalogue of Life.